# 바버라 러시
바버라 러시(Barbara Rush, 1927년 1월 4일 ~ 2024년 3월 31일)는 미국의 배우이다.

## 참여 작품
- 세계가 충돌할 때 (1951년 영화)
- 젊은 사자들

## 연극
- 버자이너 모놀로그

## 텔레비전
- 배트맨 (드라마)
- 만닉스
- 제6지대
- 스트리트즈 오브 샌프란시스코
- 전격 Z작전
- 매그넘 P.I.
- 제시카의 추리극장
- 올 마이 칠드런
- 제7의 천국 (드라마)